# Ларцево
Ларцево (рос. Ларцево) — присілок в Кімрському районі Тверської області Російської Федерації.
Населення становить 14 осіб. Входить до складу муніципального утворення Федоровське сільське поселення.

## Історія
Від 2005 року входить до складу муніципального утворення Федоровське сільське поселення.

## Населення
| 1859 | 1887 | 2002 | 2010 |
| ---- | ---- | ---- | ---- |
| 141  | ↗168 | ↘29  | ↘14  |